# Sim-TV2 グローバル・クリスマス
『Sim-TV2 グローバル・クリスマス』は、NHK BS2で1994年12月25日、23時から27時まで4時間にわたり生放送された特別番組。

## 概要
インターネット普及期に、当時最先端の技術を駆使して作られた実験的要素の濃い教養バラエティ番組。
渋谷や六本木の街中の公衆電話にテレビ電話を繋ぎ中継映像を送ったり（サンタ姿のホンジャマカが街行くフォトジェニックな人を捕まえてスタジオに写真を電送）、海外からのライブ映像をISDN回線で中継したりと、通常なら中継車や衛星中継を使用するところをすべてインターネットで代用。またインタラクティブ要素を取り入れて視聴者からのメールで国家機密を募集したり、ドラマのストーリーを操作したり、リアルタイム視聴者プレゼントに参加できたりと、当時としては画期的な番組内容。
スタジオにはDJブースが設置されDJ・Toby（現トビーネイション）がプレイし続け、海外取材VTRではヴァーチャル・ナイトクラブやネットカフェが紹介されたり、ヒッピー・カルチャーの教祖であるティモシー・リアリーとジョン・C・リリーを遠隔対談させたり、伊集院光とピエール瀧、細野晴臣を脳波対決させたりと、他ではあまり見られないことが繰り広げられた。
日本で最初に公式サイトを作った番組。

## 出演者

### MC
小林克也　伊集院光　田村英里子　ピエール瀧
細野晴臣　ホンジャマカ（石塚英彦・恵俊彰）　クリス・ペプラー　デーブ・スペクター　伊藤穣一
（中継ゲスト）
ティモシー・リアリー　ジョン・C・リリー　テイ・トウワ　ハービー・ハンコック　
（VTR出演）袴田吉彦　鶴田真由　日比野克彦　小沢真珠　西田ひかる　村井純　観月ありさ　市井由里　マンディ満ちる　
（スタジオDJ）トビーネイション
（ナレーター）中村ゆうじ　（現・中村有志）
（クリスマス連画アーチスト）　安斎利洋　伊藤澄夫　酒井利佳子　中村理恵子　南光英

## スタッフ
- 構成：村雲一元　吉村信
- タイトルCG：田中秀幸　タイクーン・グラフィックス
- タイトル音楽：森俊彦
- CG：佐藤薫生　大角右近
- 画像デザイン：中野裕之
- 撮影：川原章　関博之
- 音声：尾野政雄
- 照明：菅沼和之
- 映像技術：三島由里栄　青木清隆
- 技術：熊田典明　小泉淳一
- インタラクティブドラマ脚本：大岡制　岡野勇
- インタラクティブドラマ演出：羽広克成
- インタラクティブドラマ撮影：牧克人
- インタラクティブドラマ照明：西村幸雄
- インタラクティブドラマ音声：小早川佳之
- インターネットコーディネート：中西弘
- 美術：横沢紅太郎　青木真由美
- 音響効果：荒川和彦
- 編集：山下隆之
- ディレクター：浦上光太郎　山中宏之　坂本雅司　小池浩司　広部雅典
- 演出：倉又俊夫　真淵威志
- プロデューサー：伊吹淳　林郁
- 制作統括：周宝寛和

## 参考資料
- http://renga.com/rengaarc/nhk-simtv2/